# St. James Church (St. Helena)

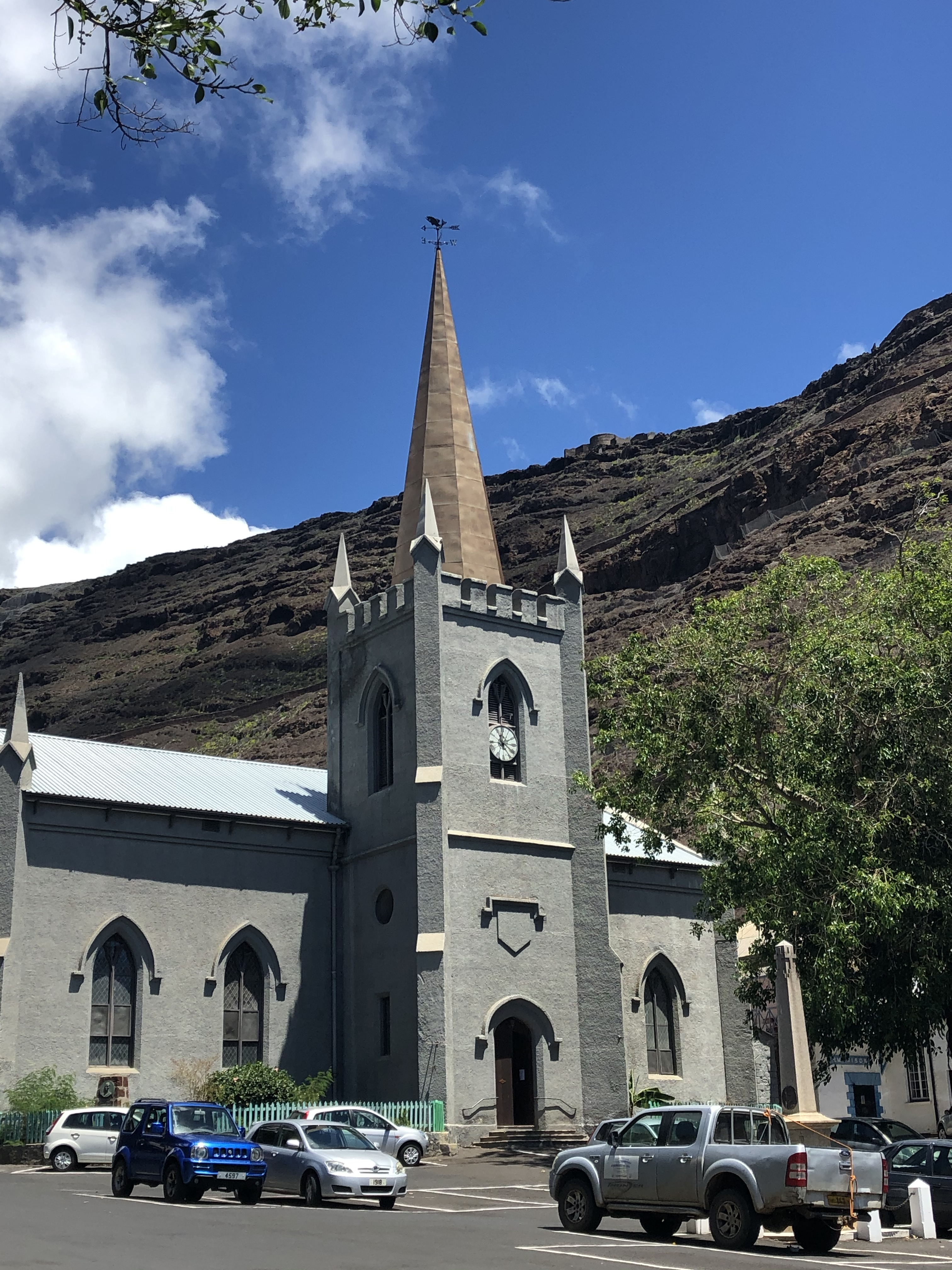
St. James (2020)

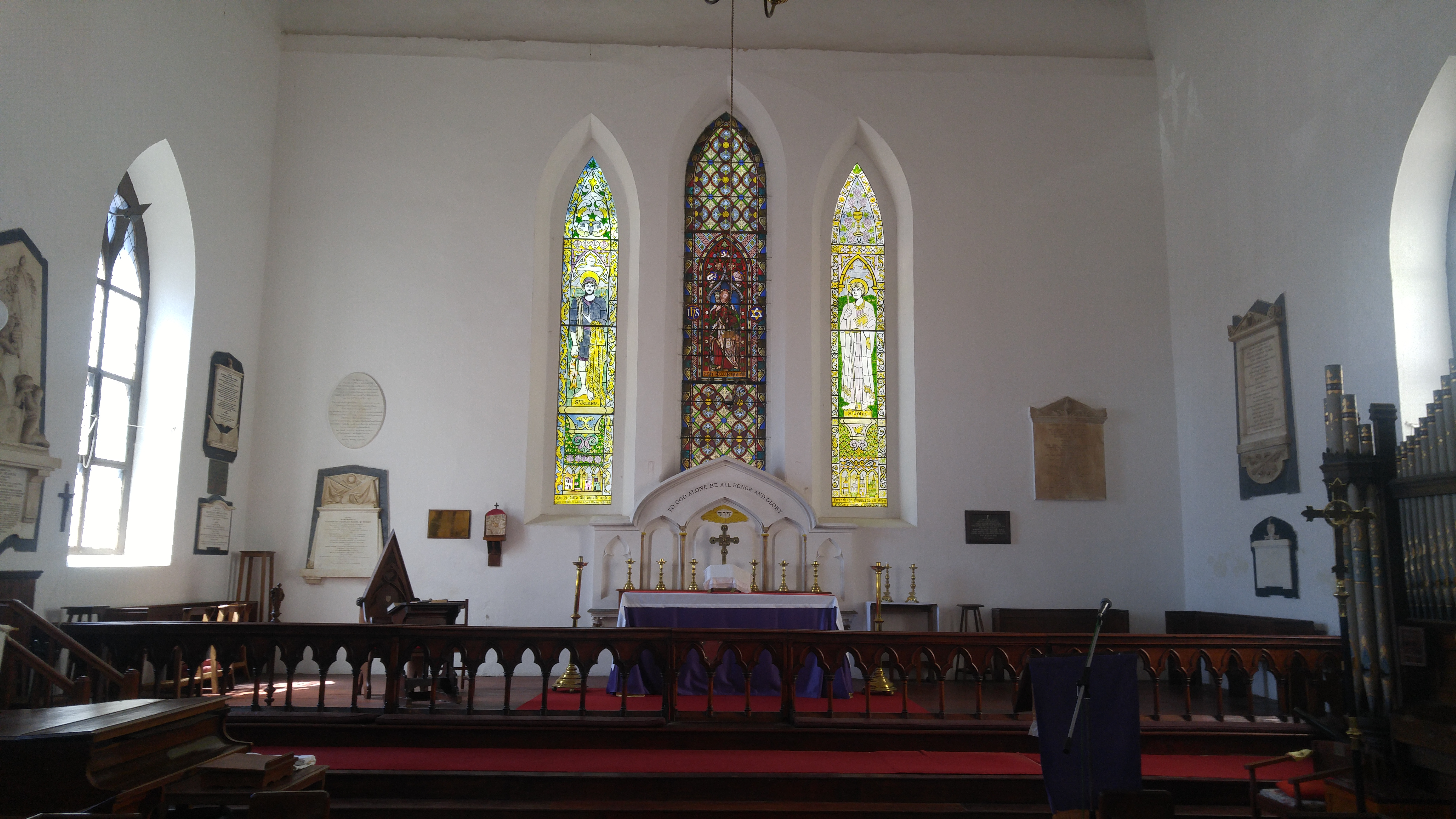
Innenraum (2020)

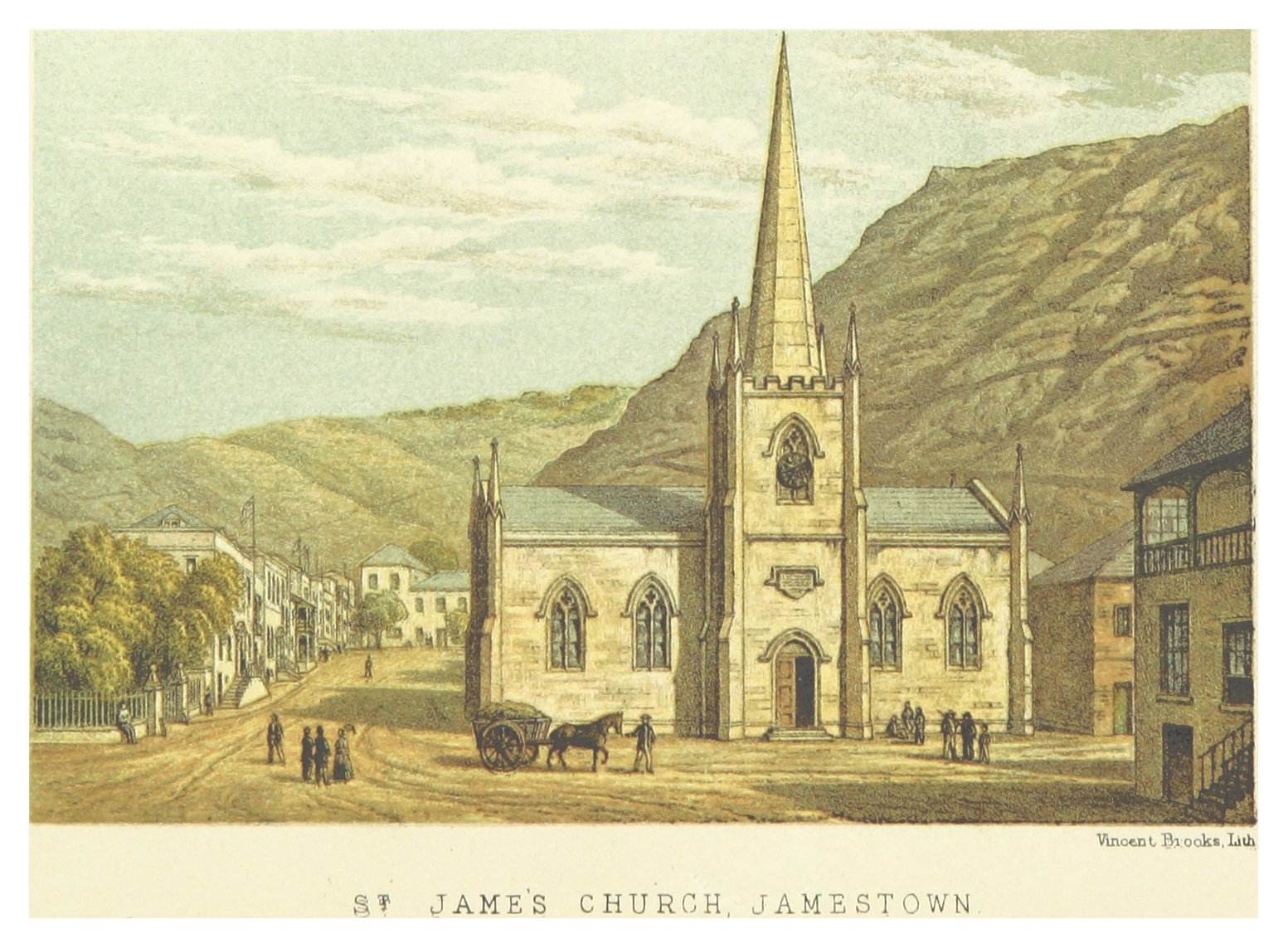
St. James um 1875

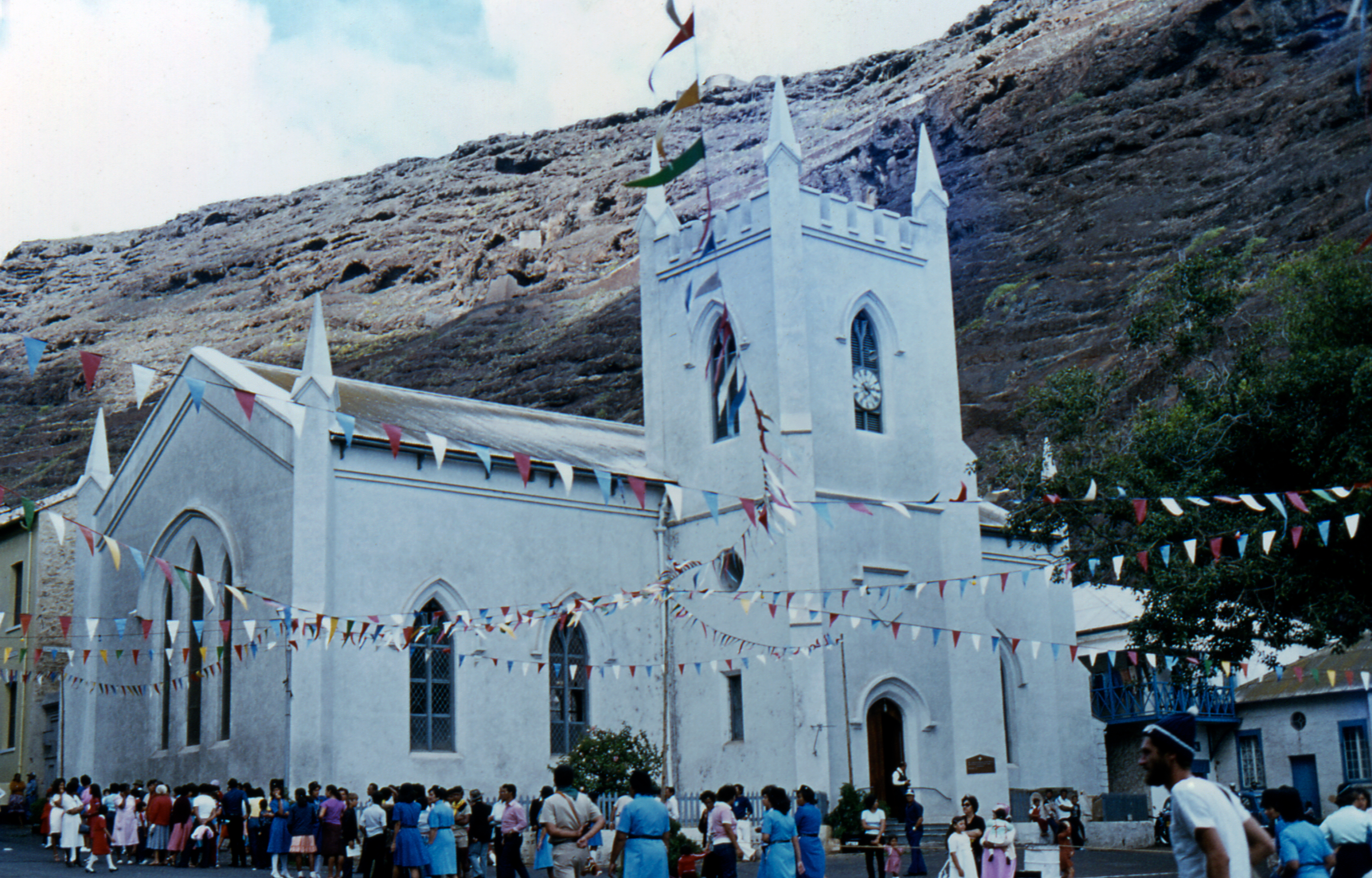
St. James (2012, noch ohne die 2016 aufgesetzte Spitze)

St. James ist ein anglikanisches Kirchengebäude in Jamestown auf der Insel St. Helena im Britischen Überseegebiet St. Helena, Ascension und Tristan da Cunha. Die Kirche gehört zur Diözese St Helena. Die Kirche wurde 1774 erbaut und gilt als ältestes anglikanisches Kirchengebäude der südlichen Hemisphäre.
St. James wurde 2008 zu einem der Sieben Wunder von St. Helena gewählt (seit 2018 nicht mehr). Das Gebäude steht unter Denkmalschutz und gehört der Rubrik I an.

## Geschichte
Das erste Kirchengebäude, das als Vorgänger von St. James angesehen werden kann, wurde bereits um 1500 errichtet. Die erste nachweislich gebaute anglikanische Kirche wurde 1659 eröffnet.
Nach Errichtung des heutigen Kirchengebäudes 1774 wurden vor allem 1843 und 1869 bauliche Veränderungen vorgenommen.  1980 wurde die einsturzgefährdete Turmspitze abgebaut. Am 4. September 2016 erhielt die Kirche eine neue Spitze.

## Gemeinde
Der Gemeinde von St. James gehören drei weitere Kirchengebäude an:
- St. John in Jamestown
- St. Mary in Briars, Alarm Forest
- St. Michael im Rupert’s Valley, Distrikt Jamestown